# Politică publică
Politica publică este un curs de acțiune creat și / sau adoptat, de obicei de un guvern, ca răspuns la problemele publice din lumea reală. Dincolo de această definiție amplă, politica publică a fost conceptualizată într-o varietate de moduri.
Un mod popular de înțelegere și implicare în politica publică este printr-o serie de etape cunoscute sub numele de „ciclul politic”. Caracterizarea anumitor etape poate varia, dar o secvență de bază este: stabilirea agendei - formularea - legitimarea - implementarea - evaluarea.
Funcționarii considerați ca factori de decizie politică poartă responsabilitatea de a reflecta interesele unei serii de diferite părți interesate. Proiectarea politicilor presupune eforturi conștiente și deliberate pentru a defini obiectivele politicii și pentru a le identifica instrumental. Academicienii și alți experți în studii politice au dezvoltat o serie de instrumente și abordări pentru a ajuta în această sarcină.